# 岩久茂
岩久 茂（いわく しげる、1949年12月1日 - ）は、日本の作曲家、歌手。青い三角定規のメンバーとして活動（1971年 - 1973年、2008年 - ）。岐阜県恵那市出身。

## 青い三角定規
1971年に西口久美子、高田真理と青い三角定規を結成。1972年の『太陽がくれた季節』のヒットにより、1972年度の『第14回日本レコード大賞』の新人賞を受賞し、『第23回NHK紅白歌合戦』に出場した。1973年に解散後、2008年に西口久美子と再結成した。

## 楽曲提供作品
※全て作曲作品。
- 石野真子
  - 「お嫁にもらって下さいませんか」（1980年）

- 太川陽介
  - 「コンサートのあとで」（1979年）

- 中山恵美子
  - 「あきらめちゃった」（1979年）
  - 「グラビアの海」（1979年）

- はたあすみ
  - 「十五匹の友だち」

- 浜月あきら
  - 「こんにちはさようなら」

- 林寛子
  - 「季節風」（1978年）

- 由紀さおり
  - 「ガラスの日々」（1978年）
  - 「よわむし」（1978年）

- 都はるみ
- 「しあわせ岬」（1977年）
- レモンパイ
  - 「友だちブギ」（1976年）

## 私生活
1979年に女優の秋吉久美子と結婚。1989年に離婚。